# La Dame (nouvelle)
Pour les articles homonymes, voir La Dame.
La Dame (en russe : Barynia) est une nouvelle d’Anton Tchekhov, parue en 1883.

## Historique
La Dame  est initialement publiée dans la revue russe Moscou, no 29, du 30 juillet 1883, sans signature. 
Nouvelle de jeunesse dramatique et intense, La Dame révèle combien Tchekhov, alors âgé de vingt-deux ans, peut déjà faire preuve d'une grande maturité.

## Résumé
Eléna Egorovna Strelkova vient avec Félix, son intendant, chez les Jourkine. Elle cherche Stépane, son cocher ; c'est le fils cadet de la famille. Il n’est resté que quatre jours à son service. Veut-il plus d’argent?  Elle est prête à passer son salaire de dix à quinze roubles par mois. 
On comprend par la suite qu’Eléna a fait des propositions à Stépane, et qu'il s’est enfui pour rentrer chez son père où vit Maria, sa jeune femme enceinte. Il ne veut pas vivre dans le péché, mais Maxime Jourkine, son père, qui voit l’intérêt financier d'avoir un fils chez la propriétaire, le presse de retourner à son nouveau poste. Il va jusqu'à le fouetter. Maria, la femme de Stépane, supplie son mari de ne pas y aller.
Le lendemain, Stépane est de retour chez Eléna. Il accepte de la servir et de l’aimer… Elle lui donne un beau costume de cocher et, chaque soir, il la conduit au galop sur les routes environnantes. Ils reviennent au domaine quelques heures plus tard, apaisés.
Elena, femme très sensuelle, a besoin d’hommes. Elle a été mariée à Moscou, a trompé son mari au bout de vingt jours et, depuis, habite dans le domaine de son frère où elle fait ce qu’elle veut.
Le drame se noue quand Stépane s’enivre au cabaret. Son frère et les autres paysans le provoquent. Stépane assomme Manafouilov le sacristain. Il se bat avec son frère. Les hommes du village le poursuivent. Il tue sa femme à coups de poing.
Quand on raconte le drame à Eléna, elle ne sourcille pas, Félix a déjà remplacé Stépane. 

## Personnages
- Stépane Jourkine, héros tragique de la nouvelle.
- Maxime Jourkine, père de Stépane, il impose à son fils de vivre chez Elena.
- Sémion Jourkine, frère de Stépane, permissionnaire, brute alcoolique.
- Maria, femme de Stépane, enceinte.
- Eléna Egorovna Strelkova, propriétaire, entre trente et quarante ans, croqueuse d'hommes.
- Félix Adamovitch Rjévetski, intendant et amant d’Elena.

## Extrait
- « Et si mon âme refuse le péché ? demanda soudain Stépane en se tournant vers Sémion. Le Péché ? Où vois-tu le péché ? Rien n’est péché pour un pauvre… »

## Édition française
- La Dame, traduit par Madeleine Durand avec la collaboration d’E. Lotar, Vladimir Pozner et André Radiguet, dans le volume Premières nouvelles, Paris, 10/18, coll. « Domaine étranger » no 3719, 2004  (ISBN 2-264-03973-6)